# Белвил (Онтарио)
Белвил (енгл. Belleville) је град у Канади у покрајини Онтарио. Према резултатима пописа 2011. у граду је живело 49.454 становника.

## Становништво
Према резултатима пописа становништва из 2011. у граду је живело 49.454 становника, што је за 1,3% више у односу на попис из 2006. када је регистровано 48.821 житеља.
| 2006.  | 2011.  | 2016.  |
| ------ | ------ | ------ |
| 48.821 | 49.454 | 50.716 |

## Партнерски градови
- Лар